# مسعدة رامونية
مسعده مصطفى محمد رمونية (25 مايو 1983) هي لاعبة كرة قدم أردنية تلعب للنادي الأرثوذكسي الأردني والمنتخب الأردني للسيدات.

## مهنة دولية
مُنعت من المشاركة في التصفيات الأولمبية للسيدات عام 2012 في بطولة آسيا لكرة القدم لأنها كانت ترتدي الحجاب.

## روابط خارجية
- مسعدة رامونية على موقع Soccerway.com (الإنجليزية)